# Żleb pod Suchym

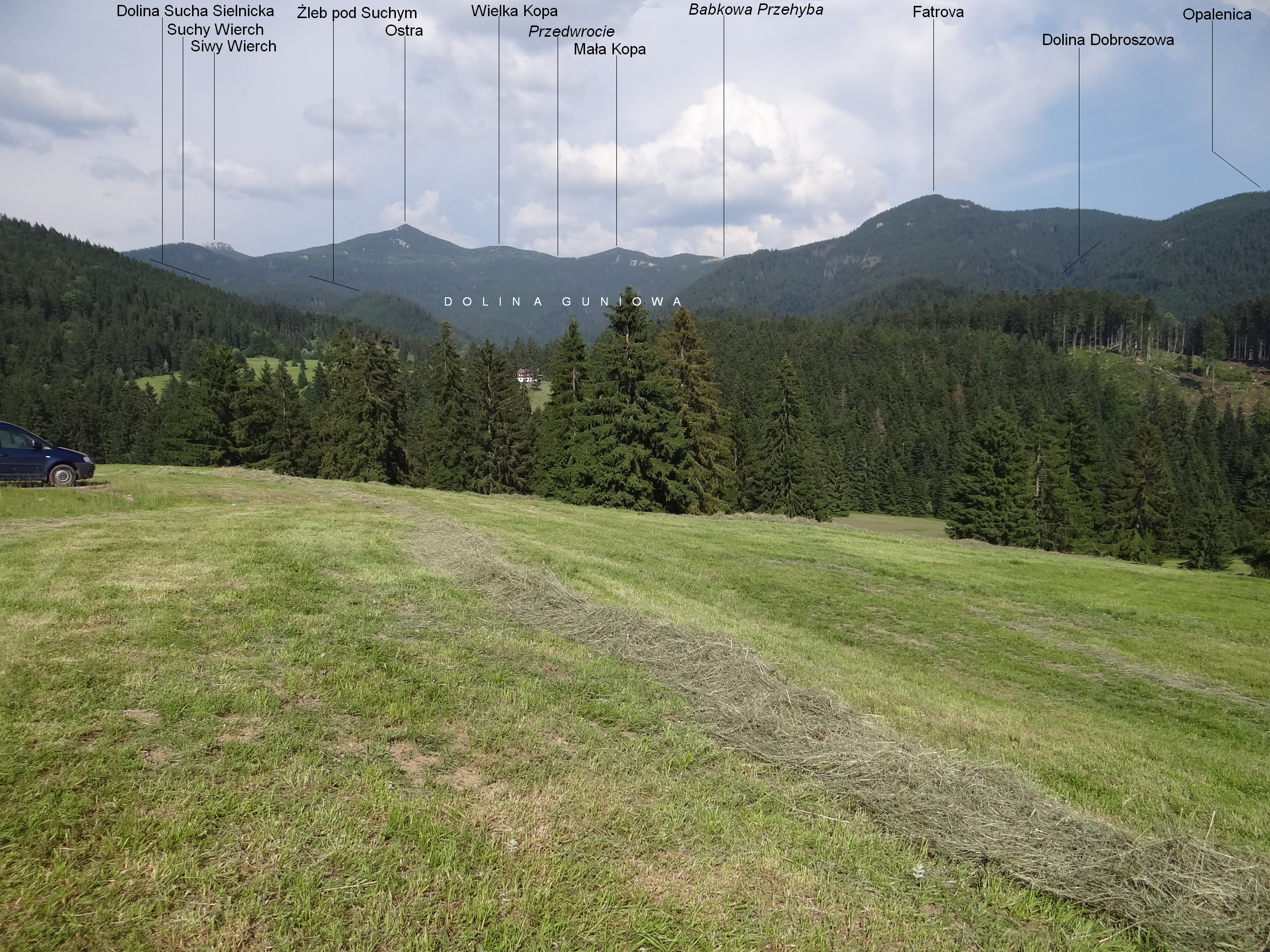
Widok na Dolinę Guniową z polany Wyżnie Łąki przy szosie Liptowskie Matiaszowce – Zuberzec

Żleb pod Suchym, zwany też Żlebem pod Gomółką (słow. Žľab pod Homôľkou, Pod Homôľkou) – żleb w Dolinie Guniowej (odnoga Doliny Suchej Sielnickiej) w słowackich Tatrach Zachodnich. Opada spod przełęczy Sucha Przehyba (Sucha priehyba, sedlo pod Homôľkou, sedlo pod Suchým vrchom, 1451 m) w kierunku południowo-zachodnim i uchodzi do Doliny Guniowej na wysokości około 970 m, pomiędzy wylotem Doliny pod Rzyźnię a wylotem żlebu Czerwony Skok (ale uchodzi po prawej stronie Guniowego Potoku, podczas gdy obydwie te odnogi Doliny Guniowej uchodzą po przeciwległej, lewej stronie Guniowego Potoku).
Orograficznie prawe zbocza Żlebu pod Suchym tworzy południowo-zachodni grzbiet Suchego Wierchu zwany Suchym Groniem, zbocza lewe tworzy grzbiet Pośrednie. Cały rejon Żlebu pod Suchym jest zalesiony, nie prowadzą tędy żadne szlaki turystyczne. Żleb znajduje się na obszarze ochrony ścisłej Sucha dolina obejmującym cały rejon doliny.